# Alef-två
Alef-två, {\displaystyle \aleph _{2}}, är kardinaltalet för mängden av alla ordinaltal av kardinalitet Alef-1. Efter talen ℵ₀, ℵ₁, ℵ₂,… följer ℵω som är ett singulärt kardinaltal.